# In the Hands of the Jury
In the Hands of the Jury è un cortometraggio muto del 1915 diretto da Robert G. Vignola.

## Produzione
Il film fu prodotto dalla Kalem Company.

## Distribuzione
Distribuito dalla General Film Company, il film - un cortometraggio in due bobine - uscì nelle sale cinematografiche USA l'8 febbraio 1915.